# نورمن پاناما
نورمن پاناما (انگلیسی: Norman Panama؛ زاده ۲۱ آوریل ۱۹۱۴ درگذشته ۱۳ ژانویه ۲۰۰۳) یک فیلم‌نامه‌نویس، کارگردان و تهیه‌کننده اهل ایالات متحده آمریکا بود.

## زندگی‌نامه
متولد ۱۹۱۴ در شیکاگو ابتدا بعد از تحصیل در دانشاگه شیکاگو، در دوران دانشجوئی اش با همکاری ملوین فرانک به نمایش‌نامه‌نویسی می‌پردازد تا اینکه در ۱۹۳۸ به اتفاق هم به هالیوود رفته و به عنوان نویسندهٔ رادیویی به مدت سه سال انجام وظیفه می‌نمایند و بعلاوه در همین ایام نیز برای گروچو مارکس متن می‌نویسند. سپس مدتی نیز به نوشتن تکه‌های نمایشی برای تئاترهای نیویورک سرگرم می‌شوند تا اینکه بالاخره در ۱۹۴۲ اولین فیلمنامهٔ خودشان را می‌نویسند. هشت سال بعد یعنی از ۱۹۵۰ نورمن پاناما به اتقاق ملوین فرانک تعدادی فیلمنامه نوشته و سپس آن را تهیه و کارگردانی می‌کند. عاقبت از سال ۱۹۶۲ شرکت فیلمسازیشان را در انگلستان تأسیس می‌کنند. نورمن پاناما همچنین مدتی نیز برای کمپانی‌های پارامونت، مترو گلدوین مایر و جاهای دیگر کار کرده‌است. از کارهای مشترک پاناما و فرانک می‌توان فیلم‌های "کریسمس سفید" "بزن به چوب" و "آن نوع احساس" نام برد

## فیلم شناسی

### در مقام تهیه‌کننده با همکاری ملوین فرانک
- جوراب قرمزها (۱۹۵۹)
- حقایق زندگی (۱۹۶۰)
- لایل آبنر (۱۹۶۰)

### در مقام کارگردان
- تله (۱۹۵۸)
- در راه هنگ کنگ (۱۹۶۲)
- نه با زن من (۱۹۶۶)
- چگونه دست به ازدواج بزنید (۱۹۶۹)
- فعلاً بله (۱۹۷۶)